# 聲調名

四個漢語普通話聲調的 聲調輪廓

聲調語言 中的 聲調名 是給這些語言所使用 聲調 所定的名字。
- 當代 標準漢語 (普通話)中，聲調由一編號至四。 是從 中古漢語 的 四聲 即 平 , 上 , 去 ，與 入 發展而來，但不完全類同，各分裂成 陰 和 陽  音區，以及 高 和 低 音節的類別。

一個獨自述說的男性的北越南語(非河内)聲調。 从 Nguyễn & Edmondson (1998)

- 標準越南語有 六聲調，稱為 平聲ngang, 銳聲sắc,  玄聲huyền, 問聲hỏi, 跌聲ngã, 和 重聲nặng。
- 泰語 有五個音素 聲調：中、低，降，高和升。 下表所示為在 IPA中的各 音素 聲調及其 音標 實現之例。

泰語聲調圖

| 聲調 | 泰語 | 例詞 | 音素  | 音標                | 例詞在中文的涵義         |
| ---- | ---- | ---- | ----- | ------------------- | ------------------------ |
| 中   | สามัญ | นา   | /nāː/ | [naː˧]              | 稻田                     |
| 低   | เอก  | หน่า  | /nàː/ | [naː˩]              | (暱稱)                   |
| 落   | โท   | หน้า  | /nâː/ | [naː˥˩]             | 臉                       |
| 高   | ตรี   | น้า   | /náː/ | [naː˧˥] 或 [naː˥]   | 比其母年輕的姨/姑獲舅/叔 |
| 升   | จัตวา | หนา  | /nǎː/ | [naː˩˩˦] 或 [naː˩˦] | 厚                       |

## 參閲
- 調符
- 調值
- 中文的 古四聲 和 現代四聲